# جيمس كروس
جيمس كروس (بالإنجليزية: James Cross)‏ (6 فبراير 1862 في المملكة المتحدة - 22 مارس 1927 في المملكة المتحدة) هو لاعب كريكت بريطاني (وحمل سابقاً جنسية المملكة المتحدة لبريطانيا العظمى وأيرلندا). لعب مع نادي مقاطعة ديربيشاير للكريكت ‏.